# ネアポリス占領
ネアポリス占領は、第二次サムニウム戦争中の紀元前327年に発生した、ローマ軍によるネアポリス（現在のナポリ）の占領である。ネアポリスはサムニウムと同盟していたが、サムニウム軍がネアポリス市民を乱暴に扱ったことが原因で離反したといわれている。

## 序幕
紀元前354年の条約で、サムニウムの南国境はリリス川（現在のリーリ川）と決められていた。共和政ローマはリリス川中流域でサムニウムとの紛争をかかえており、紀元前326年に第二次サムニウム戦争が勃発した。戦争は20年以上後の紀元前304年まで継続することになる。
ローマはサムニウムとの2回目の戦争の覚悟をし、紀元前328年にはリリス川沿いの植民都市フレゲラエ（en、ローマの南東100km）を再建した。それより前の紀元前335年にはカンパニアのカレス（en、ローマの南東180km）を占領し、ラテン人を入植させていた。紀元前334年の初頭にはサムニウムはそれがローマによる容認できない侵入であると判断したが、対応する前にローマのカレス占領は完了していた。サムニウムはギリシア人植民都市ターレス（現在のターラント、ローマ側の呼称はタレントゥム）とその同盟国であるエピロス王アレクサンドロスI世（en）とも紛争をかかえており、その解決までローマへの対応はできなかった。

### ローマ・サムニウムの緊張
サムニウムの脅威に対抗するために、カンパニア北部の都市はローマとの同盟を選んだ。また、ローマは文明化され平和的な低地部の部族を支援し、好戦的な山岳部の部族に対抗させるという政策を再開した。その結果、ローマとサムニウムの間に長期にわたる悲惨な紛争が継続することとなった。ローマは直前の第二次ラティウム戦争（紀元前340年-紀元前338年）でサムニウムと同盟していたが、ラティウム戦争に勝利するとサムニウムとの同盟関係を破棄した。当初サムニウムは、ローマがカンパニア北部を同盟に組み入れたことを敵対的行為とは考えていなかった。この無関心の要因のひとつとして、ターレスとの紛争があげられる。ターレスはギリシア北部のエピロスの王であるアレクサンドロスI世と同盟を結んでいた。しかし、やがてこのローマの拡大が重大な脅威であると認識するようになった。

## 戦闘
紀元前327年の執政官（コンスル）クィントゥス・プブリリウス・ピロはパレオポリス（古い街という意味）とネアポリス（新しい街。何れも現在はナポリ市内）を孤立させるために、その中間に軍を布陣させていた。本来ならば、執政官ピロと ルキウス・コルネリウス・レントゥルスは年末には翌年の執政官選挙のためにローマに戻る必要があったが、プロコンスルとして翌年も引き続き軍の指揮をとることとなった。
サムニウムの都市アリファエ（en）、カリファエ、ルフリウムはローマに占領されていた。イタリア半島南部のルカニア人（en）とアプリア人もローマと同盟していた。ローマはこれら都市に対する支援要請にも応える必要があったため、ネアポリスを完全に封鎖するかあるいは力攻によって占領することは出来なかった。このため、ネアポリス市民の裏切りを利用することとした。
紀元前326年、ネアポリスの指導者二人が市内でのサムニウム兵の不正行為に不満を持ち、ローマが街を奪取してネアポリスとの同盟を結ぶという計画を立案した。すでに市民はサムニウムに味方する気はなく、ローマに好意をもつようになっていた。ネアポリス市民は夜の闇を利用してローマ兵を市中に導き入れることを計画した。決行当日はサムニウムからの船が到着予定であったため、サムニウム軍は海岸へ出て船を待っていた。この隙にローマ軍が裏門を通ってネアポリスに進入した 。門が開放されると、戦闘が開始され、ネアポリスはローマ軍に占領された。ローマはネアポリスを好意的に処遇し、戦争を通じてネアポリスはローマの側にあった。この戦いの終了後、ネアポリスの中心はティレニア海の海岸沿いから内陸部に移動した。

## 参考資料
1. ↑  Davis, Gordon. “The Second Samnite War”. France. 2017年7月15日閲覧。
2. ↑  Heaton, C. “Second Samnite War”. UNRV publisher. 2017年7月15日閲覧。
3. ↑  “Second Samnite War”. UNRV History. 2017年7月15日閲覧。
4. ↑  Davis, Gorodn. “327 BC- The War Begins”. The Second Samnite War:Phase 1. 2017年7月15日閲覧。
5. ↑  Davis, Gordon. “327 BC: The War Begins”. The Second Samnite War:Phase 1. 2017年7月15日閲覧。
6. ↑  Livy, viii, 8.22–23, 8.25–26
7. ↑  Davis, Gordon. “326 BC: The Fall of Neapolis”. The Second Samnite War: Phase 1. 2017年7月15日閲覧。
8. ↑  Davis, Gordon. “326 BC: The Fall of Neapolis”. The Second Samnite War: Phase 1. 2017年7月15日閲覧。
9. ↑  Davis, Gordon. “326 BC: The Fall of Neapolis”. The Second Samnite War: Phase 1. 2017年7月15日閲覧。

座標: 北緯40度50分00秒 東経14度15分00秒 / 北緯40.8333度 東経14.2500度